# Nascar Winston Cup Series 1985
Nascar Winston Cup Series 1985 var den 37:e upplagan av den främsta divisionen av professionell stockcarracing i USA sanktionerad av National Association for Stock Car Auto Racing. 
Säsongen bestod av 28 race och inleddes på Daytona International Speedway med uppvisningsloppen Busch Clash 10 februari och UNO Twin 125 Qualifiers 14 februari, vilket även var slutkval till den 27:e upplagan av Daytona 500. Säsongen avslutades 17 november på Riverside International Raceway med Winston Western 500. Serien vanns av Darrell Waltrip, vilket var hans tredje och sista mästerskapstitel.

## Tävlingskalender
| Nr | Officiellt namn              | Bana                                            | Datum        |
| -- | ---------------------------- | ----------------------------------------------- | ------------ |
| U  | Busch Clash                  | Daytona International Speedway, Daytona Beach   | 10 februari  |
| KV | UNO Twin 125 Qualifiers      | Daytona International Speedway, Daytona Beach   | 14 februari  |
| U  | Daytona 500 Consolation Race | Daytona International Speedway, Daytona Beach   | 15 februari  |
| 1  | Daytona 500                  | Daytona International Speedway, Daytona Beach   | 17 februari  |
| 2  | Miller High Life 400         | Richmond Fairgrounds Raceway, Richmond          | 24 februari  |
| 3  | Carolina 500                 | North Carolina Motor Speedway, Rockingham       | 3 mars       |
| 4  | Coca-Cola 500                | Atlanta International Raceway, Hampton          | 17 mars      |
| 5  | Valleydale 500               | Bristol International Raceway, Bristol          | 6 april      |
| 6  | Transouth 500                | Darlington Raceway, Darlington                  | 14 april     |
| 7  | Northwestern Bank 400        | North Wilkesboro Speedway, North Wilkesboro     | 21 april     |
| 8  | Sovran Bank 500              | Martinsville Speedway, Ridgeway                 | 28 april     |
| 9  | Winston 500                  | Alabama International Motor Speedway, Talladega | 5 maj        |
| 10 | Budweiser 500                | Dover Downs International Speedway, Dover       | 19 maj       |
| U  | The Winston                  | Charlotte Motor Speedway, Concord               | 25 maj       |
| 11 | Coca-Cola World 600          | Charlotte Motor Speedway, Concord               | 26 maj       |
| 12 | Budweiser 400                | Riverside International Raceway, Riverside      | 2 juni       |
| 13 | Van Scoy Diamond Mine 500    | Pocono International Raceway, Long Pond         | 9 juni       |
| 14 | Michigan 400                 | Michigan International Speedway, Brooklyn       | 16 juni      |
| 15 | Pepsi Firecracker 400        | Daytona International Speedway, Daytona Beach   | 4 juli       |
| 16 | Summer 500                   | Pocono International Raceway, Long Pond         | J21 juli     |
| 17 | Talladega 500                | Alabama International Motor Speedway, Talladega | 28 juli      |
| 18 | Champion Spark Plug 400      | Michigan International Speedway, Brooklyn       | 11 augusti   |
| 19 | Busch 500                    | Bristol International Raceway, Bristol          | 24 augusti   |
| 20 | Southern 500                 | Darlington Raceway, Darlington                  | 1 september  |
| 21 | Wrangler Sanfor-Set 400      | Richmond Fairgrounds Raceway, Richmond          | 8 september  |
| 22 | Delaware 500                 | Dover Downs International Speedway, Dover       | 15 september |
| 23 | Goody's 500                  | Martinsville Speedway, Ridgeway                 | 22 september |
| 24 | Holly Farms 400              | North Wilkesboro Speedway, North Wilkesboro     | 29 september |
| 25 | Miller High Life 500         | Charlotte Motor Speedway, Concord               | 6 oktober    |
| 26 | Nationwise 500               | North Carolina Motor Speedway, Rockingham       | 20 oktober   |
| 27 | Atlanta Journal 500          | Atlanta International Raceway, Hampton          | 3 november   |
| 28 | Winston Western 500          | Riverside International Raceway, Riverside      | 17 november  |

## Resultat
| Nr | Tävling                      | Pole position   | Flest ledda varv | Vinnare         | Team/ bilägare           | Konstruktör | Rapport |
| -- | ---------------------------- | --------------- | ---------------- | --------------- | ------------------------ | ----------- | ------- |
| U  | Busch Clash                  | Ricky Rudd      | Terry Labonte    | Terry Labonte   | Hagan Racing             | Chevrolet   |         |
| KV | UNO Twin 125 Qualifiers 1    | Bill Elliott    | Bill Elliott     | Bill Elliott    | Melling Racing           | Ford        | Rapport |
| KV | UNO Twin 125 Qualifiers 2    | Cale Yarborough | i.u.             | Cale Yarborough | Ranier-Lundy Racing      | Ford        | Rapport |
| U  | Daytona 500 Consolation Race | Rick Newsom     | Randy LaJoie     | Randy LaJoie    | Bob Johnson              | Chevrolet   |         |
| 1  | Daytona 500                  | Bill Elliott    | Bill Elliott     | Bill Elliott    | Melling Racing           | Ford        | Rapport |
| 2  | Miller High Life 400         | Darrell Waltrip | Darrell Waltrip  | Dale Earnhardt  | Richard Childress Racing | Chevrolet   | Rapport |
| 3  | Carolina 500                 | Terry Labonte   | Terry Labonte    | Neil Bonnett    | Johnson Hodgdon Racing   | Chevrolet   | Rapport |
| 4  | Coca-Cola 500                | Neil Bonnett    | Bill Elliott     | Bill Elliott    | Melling Racing           | Ford        | Rapport |
| 5  | Valleydale 500               | Harry Gant      | Dale Earnhardt   | Dale Earnhardt  | Richard Childress Racing | Chevrolet   | Rapport |
| 6  | Transouth 500                | Bill Elliott    | Bill Elliott     | Bill Elliott    | Melling Racing           | Ford        | Rapport |
| 7  | Northwestern Bank 400        | Darrell Waltrip | Neil Bonnett     | Neil Bonnett    | Johnson Hodgdon Racing   | Chevrolet   | Rapport |
| 8  | Sovran Bank 500              | Darrell Waltrip | Harry Gant       | Harry Gant      | Mach 1 Racing            | Chevrolet   | Rapport |
| 9  | Winston 500                  | Bill Elliott    | Cale Yarborough  | Bill Elliott    | Melling Racing           | Ford        | Rapport |
| 10 | Budweiser 500                | Terry Labonte   | Bill Elliott     | Bill Elliott    | Melling Racing           | Ford        | Rapport |
| U  | The Winston                  | Terry Labonte   | Harry Gant       | Darrell Waltrip | Johnson Hodgdon Racing   | Chevrolet   |         |
| 11 | Coca-Cola World 600          | Bill Elliott    | Darrell Waltrip  | Darrell Waltrip | Johnson Hodgdon Racing   | Chevrolet   | Rapport |
| 12 | Budweiser 400                | Darrell Waltrip | Terry Labonte    | Terry Labonte   | Hagan Racing             | Chevrolet   | Rapport |
| 13 | Van Scoy Diamond Mine 500    | Bill Elliott    | Geoffrey Bodine  | Bill Elliott    | Melling Racing           | Ford        | Rapport |
| 14 | Michigan 400                 | Bill Elliott    | Darrell Waltrip  | Bill Elliott    | Melling Racing           | Ford        | Rapport |
| 15 | Pepsi Firecracker 400        | Bill Elliott    | Bill Elliott     | Greg Sacks      | DiGard Racing            | Chevrolet   | Rapport |
| 16 | Summer 500                   | Darrell Waltrip | Bill Elliott     | Bill Elliott    | Melling Racing           | Ford        | Rapport |
| 17 | Talladega 500                | Bill Elliott    | Bill Elliott     | Cale Yarborough | Ranier-Lundy Racing      | Ford        | Rapport |
| 18 | Champion Spark Plug 400      | Bill Elliott    | Darrell Waltrip  | Bill Elliott    | Melling Racing           | Ford        | Rapport |
| 19 | Busch 500                    | Dale Earnhardt  | Dale Earnhardt   | Dale Earnhardt  | Richard Childress Racing | Chevrolet   | Rapport |
| 20 | Southern 500                 | Bill Elliott    | Bill Elliott     | Bill Elliott    | Melling Racing           | Ford        | Rapport |
| 21 | Wrangler Sanfor-Set 400      | Geoffrey Bodine | Terry Labonte    | Darrell Waltrip | Johnson Hodgdon Racing   | Chevrolet   | Rapport |
| 22 | Delaware 500                 | Bill Elliott    | Harry Gant       | Harry Gant      | Mach 1 Racing            | Chevrolet   | Rapport |
| 23 | Goody's 500                  | Geoffrey Bodine | Darrell Waltrip  | Dale Earnhardt  | Richard Childress Racing | Chevrolet   | Rapport |
| 24 | Holly Farms 400              | Geoffrey Bodine | Harry Gant       | Harry Gant      | Mach 1 Racing            | Chevrolet   | Rapport |
| 25 | Miller High Life 500         | Harry Gant      | Harry Gant       | Cale Yarborough | Ranier-Lundy Racing      | Ford        | Rapport |
| 26 | Nationwise 500               | Terry Labonte   | Terry Labonte    | Darrell Waltrip | Johnson Hodgdon Racing   | Chevrolet   | Rapport |
| 27 | Atlanta Journal 500          | Harry Gant      | Bill Elliott     | Bill Elliott    | Melling Racing           | Ford        | Rapport |
| 28 | Winston Western 500          | Terry Labonte   | Terry Labonte    | Ricky Rudd      | Bud Moore Engineering    | Ford        | Rapport |

## Slutställning
| Plats | Förare           | Poäng |
| ----- | ---------------- | ----- |
| 1     | Darrell Waltrip  | 4292  |
| 2     | Bill Elliott     | 4191  |
| 3     | Harry Gant       | 4033  |
| 4     | Neil Bonnett     | 3902  |
| 5     | Geoff Bodine     | 3862  |
| 6     | Ricky Rudd       | 3857  |
| 7     | Terry Labonte    | 3683  |
| 8     | Dale Earnhardt   | 3651  |
| 9     | Kyle Petty       | 3528  |
| 10    | Lake Speed       | 3507  |
| 11    | Tim Richmond     | 3413  |
| 12    | Bobby Allison    | 3312  |
| 13    | Ron Bouchard     | 3267  |
| 14    | Richard Petty    | 3140  |
| 15    | Bobby Hillin Jr. | 3091  |
| 16    | Ken Schrader     | 3024  |
| 17    | Buddy Baker      | 2986  |
| 18    | Dave Marcis      | 2871  |
| 19    | Rusty Wallace    | 2870  |
| 20    | Buddy Arrington  | 2861  |